# Samarcanda (novela)
Samarcanda es una novela histórica escrita en 1988 por el escritor libanés Amin Maalouf. El autor narra en este libro la historia del poeta persa Omar Jayyam, y su célebre manuscrito de Samarcanda, que contiene las famosas Ruba´iyyat. El libro ganó el premio literario francés Maison de la Presse.
En la primera parte de la obra, siguiendo el rastro de este manuscrito desde su nacimiento en 1072, narra la vida del poeta, filósofo, astrónomo y matemático Omar Jayyám y su relación con Hasan-i Sabbah, fundador de la "Secta de los Asesinos", y con Nizam al-Mulk, gran visir del sultán y protector de Omar, adentrándonos en la historia de Persia medieval con las confabulaciones de la corte y las disputas religiosas y políticas de esa época.
En la segunda parte se narra, a través de sus personajes, la historia de Irán de finales del siglo XIX y principios del XX, la resistencia de Tabriz, aislada y rodeada por el ejército del Zar y el triste destino del manuscrito a bordo del Titanic.

## Personajes históricos y ficticios

### SiglosXIyXII
- Omar Jayyam, filósofo, poeta y científico persa del siglo XI.
- Jaber el largo, discípulo de Avicena.
- El estudiante de la cicatriz.
- Abu Taher, cadí de Samarcanda.
- Nasr Kan, señor de Transoxiana.
- Yahán, poetisa de Bujara.
- Tugrïl Beg,  gobernante de la Dinastía selyúcida.
- Alp Arslan, sultán selyúcida.
- Malik Shah I, sultá selyúcida.
- Nizam al-Mulk, visir al que el autor presenta como el Nicolás Maquiavelo oriental.
- Hasan-i Sabbah, fundador de la Secta de los Asesinos.

### SiglosXIXyXX
- Benjamin O. Lesage, narrador.
- Henri Rochefort, periodista y político del siglo XIX.
- Jamal al-Din al-Afghani (denominado Yamaleddin en la novela) activista político islamista.
- Xirin, nieta del shah y seguidora de Yamaleddin.
- Fazel, comerciante y líder político, durante la revolución constitucional de Irán.
- Mirza Reza Kermani, revolucionario iraní, autor del asesinato de Nasereddín Shah Kayar.
- Howard Baskerville, profesor norteamericano en la Escuela de la Misión presbiteriana en Tabriz.
- William Morgan Shuster, Tesorero general de Irán.